# Andrei Sergejewitsch Jessipow
Andrei Sergejewitsch Jessipow (russisch Андрей Сергеевич Есипов; * 9. Mai 1980 in der Russischen SFSR) ist ein russischer Eishockeyspieler, der seit Juli 2013 bei HK Sokol Krasnojarsk in der Wysschaja Hockey-Liga unter Vertrag steht.

## Karriere
Andrei Jessipow begann seine Karriere als Eishockeyspieler bei Krylja Sowetow Moskau, für dessen Profimannschaft er von 1996 bis 1999 in der Superliga aktiv war. In den folgenden zweieinhalb Jahren spielte der Verteidiger für dessen Ligarivalen Lokomotive Jaroslawl, ehe er im Laufe der Saison 2001/02 zu Torpedo Nischni Nowgorod wechselte. Bis Saisonende erzielte er ein Tor in neun Spielen für Torpedo. Daraufhin unterschrieb er einen Vertrag beim HK Lada Toljatti, für den er dreieinhalb Jahre lang in der höchsten russischen Spielklasse auf dem Eis stand. Im Laufe der Saison 2005/06 wurde er schließlich von Metallurg Nowokusnezk verpflichtet, für das er weitere eineinhalb Jahre in der Superliga spielte.
Im Sommer 2007 wurde Jessipow von Sewerstal Tscherepowez unter Vertrag genommen. Nach einer weiteren Superliga-Spielzeit, absolvierte er in der Saison 2008/09 für Sewerstal in der neu gegründeten Kontinentalen Hockey-Liga 18 Spiele, in denen er zwei Torvorlagen gab, ehe er zum HK Lada Toljatti zurückkehrte. Nachdem sich die Mannschaft aus Toljatti in die neue zweite russische Spielklasse, die Wysschaja Hockey-Liga, zurückziehen musste, unterschrieb er zur Saison 2010/11 bei seinem Ex-Klub Metallurg Nowokusnezk. Für Metallurg blieb er in dieser Spielzeit bei 51 KHL-Einsätzen punktlos und erhielt 22 Strafminuten. Zur Saison 2011/12 wurde er vom HK Donbass Donezk aus der Wysschaja Hockey-Liga verpflichtet.

### International
Für Russland nahm Jessipow an der U20-Junioren-Weltmeisterschaft 2000 teil, bei der er mit seiner Mannschaft die Silbermedaille gewann. Zu diesem Erfolg trug er mit einer Torvorlage in sieben Spielen bei.

## Erfolge und Auszeichnungen
- 2000 Silbermedaille bei der U20-Junioren-Weltmeisterschaft

## Statistik
(Stand: Ende der Saison 2010/11)